# Dorota Tomaszewska-Zaremba
Dorota Barbara Tomaszewska-Zaremba – polska biochemik, profesor nauk rolniczych.

## Życiorys
W 1989 r. ukończyła studia farmacji w Akademii Medycznej w Warszawie, w 1995 r. obroniła pracę doktorską, w 2005 r. habilitowała się na podstawie pracy zatytułowanej Rola receptora GABAA w neuralnej regulacji uwalniania gonadoliberyny w podwzgórzu i okolicy przedwzrokowej u owiec anestralnych i w fazie pęcherzykowej cyklu estralnego. W 2017 r. uzyskała tytuł profesora nauk rolniczych.
Została pracownikiem naukowym w Instytucie Fizjologii i Żywienia Zwierząt im. Jana Kielanowskiego Polskiej Akademii Nauk.
Była członkiem Komitetu Nauk Zootechnicznych i Akwakultury PAN.